# Abdoulaïde Mzé M’Baba
Abdoulaïde Mzé M’Baba (ur. 4 marca 1991 w Nanterre) – komoryjski piłkarz występujący na pozycji pomocnika.
W reprezentacji Komorów wystąpił jeden raz, 5 czerwca 2011 w zremisowanym 1:1 meczu kw. do PNA 2012 z Libią i strzelił wówczas gola.